# Erythrus montanus
Erythrus montanus là một loài bọ cánh cứng trong họ Cerambycidae.